# 董王芝麻蜗牛
董王芝麻蜗牛（学名：Diplommatina tungwangorum），是中腹足目芝麻蜗牛科芝麻蜗属的一种。主要分布于台湾，常栖息在1100米高山落叶堆下。